# Niels Bolbrinker
Niels Christian Bolbrinker (geb. 1951 in Hamburg, gest. 2025 in Berlin) war ein deutscher Filmregisseur und Dokumentarfilmer, der auch als Kameramann und Filmeditor an zahlreichen Kino- und Fernsehproduktionen beteiligt war.

## Leben und Werk
Niels Bolbrinker war nach Fotografiestudium und einem Abschluss im Bereich Visuelle Kommunikation seit Mitte der 1970er Jahre als freier Kameramann und Regisseur tätig. Im Jahre 1976 gehörte er zu den Gründern der Wendlandischen Filmkooperative, einem Zusammenschluss von Dokumentarfilmemachern im bis heute von der Anti-Atom-Bewegung geprägten Landkreis Lüchow-Dannenberg. Für die Kameraarbeit und den Schnitt von Tue recht und scheue niemand wurde Bolbrinker 1977 mit dem Bundesfilmpreis ausgezeichnet.
Als Regisseur und Kameramann realisierte Bolbrinker eine Reihe gesellschaftskritischer Dokumentarfilm-Projekte, so etwa Schade, daß Beton nicht brennt (1981) oder Alles unter Kontrolle. Notizen auf dem Weg zum Überwachungsstaat (1983). Für den Film Zwischenzeit, über den Widerstand gegen die Atomindustrie wurde Bolbrinker im Jahr 1986 mit dem Preis der Filmkritik ausgezeichnet.
1995 begann mit dem Dokumentarfilm Original Wolfen. Aus der Geschichte einer Filmfabrik seine Zusammenarbeit mit Kerstin Stutterheim. Gemeinsam realisierten die beiden 1998 den Film Bauhaus – Mythos und Moderne und Die Thuranos – Leben auf dem Drahtseil (2003) über die gleichnamige Artisten-Dynastie. 2009 folgte „Mit Fliegen und Engel“, ein Dokumentarfilm über den russischen Künstler Ilya Kabakov.

## Filmographie (Auswahl)
- 1977: Tue recht und scheue niemand (Kamera)
- 1981: Schade, daß Beton nicht brennt (Regie)
- 1994: Fritz lebt – Geheimtäter und Viehlosoph (Kamera)
- 1995: Original Wolfen (Regie)
- 2007: Tanz mit der Zeit (Kamera)
- 2009: Fliegen und Engel (Regie und Kamera)
- 2009: Die Frau mit den 5 Elefanten (Kamera)
- 2012: Mit Licht gebaut – Ein Lebensschiff von Hans Scharoun
- 2014: Die Wirklichkeit kommt (Regie)
- 2014: Zwischen Utopie und Gegenrevolution – ein kurzer Film über das Leben von Emmi und Werner Scholem[2]
- 2018: Vom Bauen der Zukunft – 100 Jahre Bauhaus (Kamera)